# Dolina Dudowa

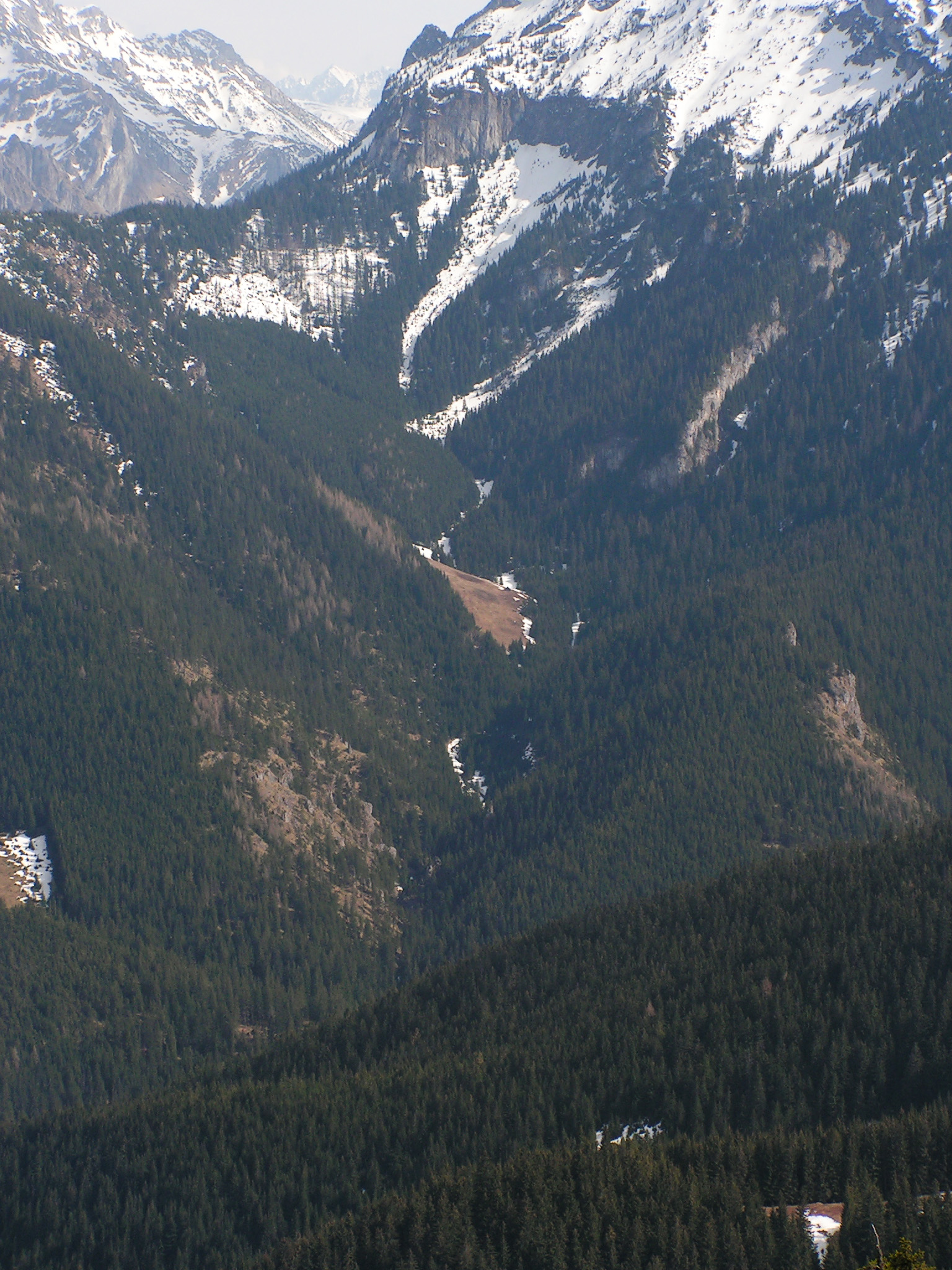
Blick aufs Tal

Die eiszeitlich durch Gletscher geformte Dolina Dudowa ist ein Tal in der polnischen Westtatra in der Woiwodschaft Kleinpolen. Es befindet sich auf dem Gemeindegebiet von Kościelisko im Powiat Tatrzański.

## Geographie
Das Tal ist ein Seitental des Haupttals Dolina Chochołowska.
Durch das Tal fließt der Gebirgsbach Międzyścienny Potok, der zahlreiche Wasserfälle bildet.
Im Tal befinden sich zahlreiche Höhlen, unter anderem Nyża w Wąwozie Między Ściany, Schronisko w Międzyścianach I, Schronisko w Międzyścianach II, Schronisko w Międzyścianach „nad II”, Szczelina Zawaliskowa nad Kufą, Schronisko przy Ścianach, Dudowa Studnia, Schronisko Dudowe, Schronisko Dudowe Górne, Schron w Piecach, Jaskinia pod Baranami, Jaskinia Lodowa nad Kufą, Szczelina przy Lodowej nad Kufą und Schron pod Kufą Zachodni. Sie sind für Touristen nicht zugänglich.

## Etymologie
Der Name lässt sich übersetzen als „Tal der Duda“. Der Name kommt von der Góralenfamilie Duda.

## Flora und Fauna
Das Tal liegt oberhalb und unterhalb der Baumgrenze und wird von Nadelwald bewachsen. Das Tal ist Rückzugsgebiet für zahlreiche Säugetiere und Vogelarten.

## Klima
Im Tal herrscht Hochgebirgsklima.

## Tourismus
Durch das Tal führen zahlreiche Wanderwege von den umgebenden Bergpässen und Gipfeln. 
- ▬ Ścieżka nad Reglami: Ein schwarz markierter Wanderweg vom Tal in den Zakopaner Stadtteil Kuźnice